# Aisling Bea
Aisling Bea, rođena 1984. godine kao Aisling O'Sullivan je irska glumica, komičarka i spisateljica. Odrasla je u malom irskom gradiću Kildare, smještenom 50 km od glavnog grada Dublina. Pohađala je fakultet u Dublinu gdje je bila jedna od osnivačica komičarske grupe H-BAM. Grupa H-BAM je nastupala na umjetničkom festivalu u Edinburghu 2003. i 2004. godine. U 2012. godini, Aisling je pobijedila osam drugih komičara te tako pobijedila na Gilded Baloon natjecanju i dobila So You Think You Are Funny (Misliš da si smiješan) nagradu i tako postala druga ženska osoba koja je osvojila tu nagradu u posljednjih 25 godina.

## Televizija
- Fair City (2009.)
- We Are Klang (2009.)
- Roy Goes to the Movies (2009.)
- Belonging To Laura (2009.)
- Project Ha Ha (2010.)
- Freedom (2010.)
- L.O.L (2010.)
- Inn Mates (2010.)
- Come Fly With Me (2011.)
- Lewis (2011.)
- Holby City (2011.)
- Trivia (2012.)
- Cardinal Burns (2012.)
- Dead Boss (2012.)
- In with the Flynns (2012.)